# ヤド・ヴァシェム

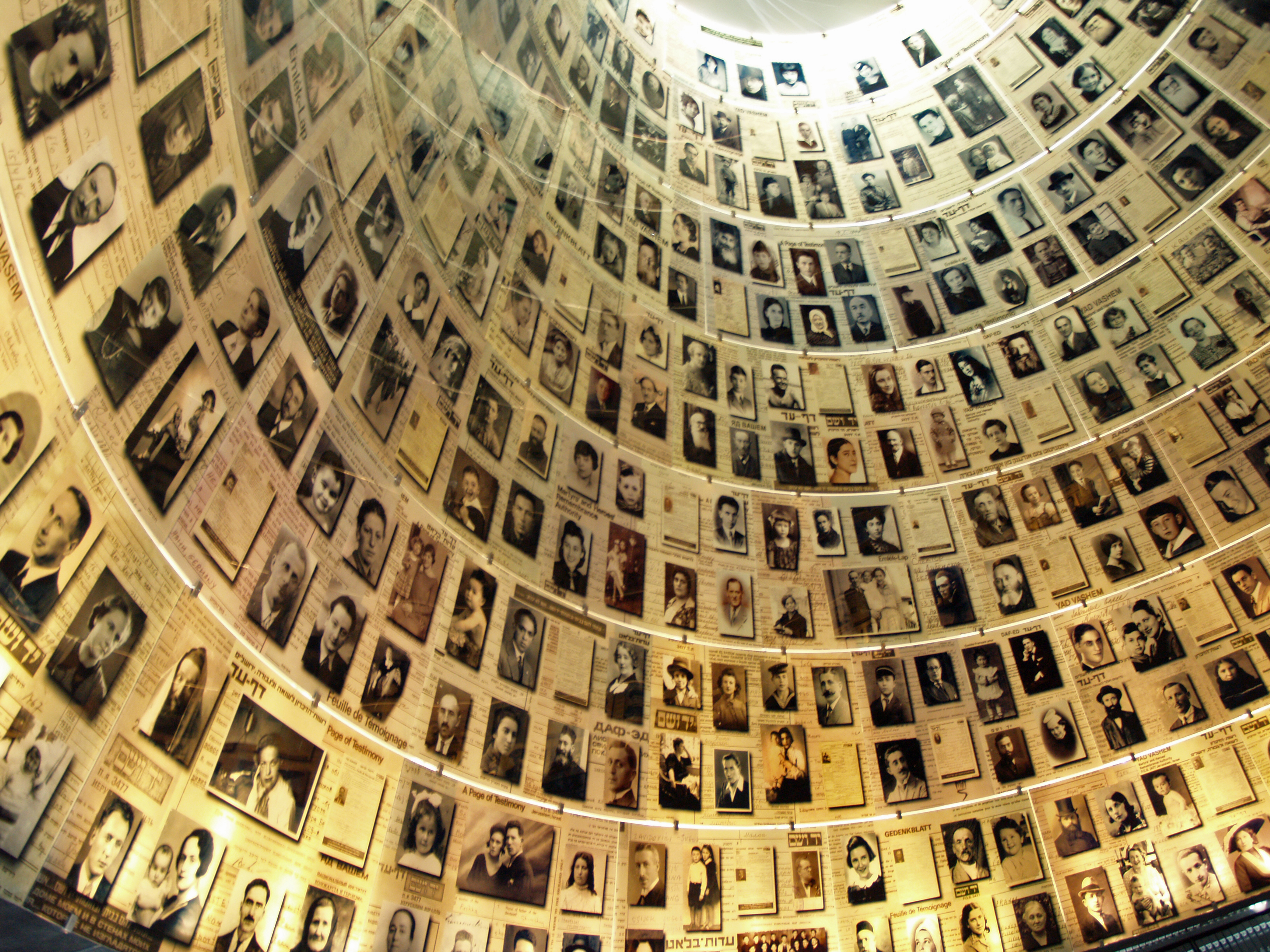
「名前の広間」。ホロコーストの犠牲者たちの名前や写真を連ねた部屋。

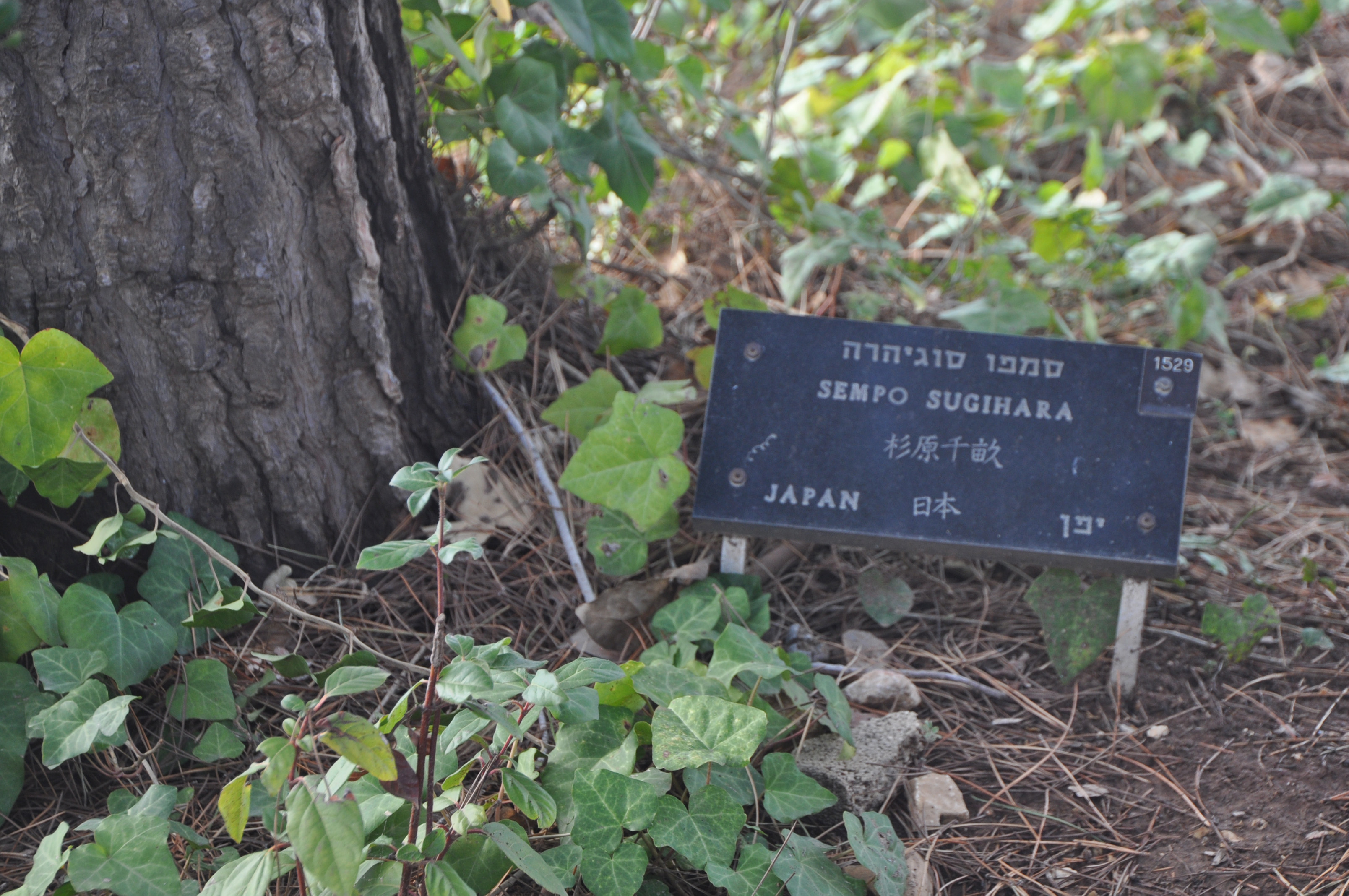
杉原千畝（Sempo）の顕彰碑と植樹（「ヤド・ヴァシェム」前庭で）

ヤド・ヴァシェム（ヘブライ語とイディッシュ語：יד ושם　Yad Vashem）は、ナチス・ドイツによるユダヤ人大虐殺（ホロコースト）の犠牲者達を追悼するためのイスラエルの国立記念館である。エルサレムのヘルツルの丘にある。日本語では「ホロコースト記念館」「ホロコースト博物館」などと訳すこともある。

## 概要
ヤド・ヴァシェムは1953年にイスラエル国会の決議に基づいて設置された。「ヤド・ヴァ・シェム」のヤドは「手、把手、記念碑・物」ヴァは「と」シェムは「名前」であり、ヘブライ聖書の「イェシャアヤー」（イザヤ）の56章5節「わが家のうちで、わが垣のうちで、むすこにも娘にもまさる記念のしるしと名を与え、絶えることのない、とこしえの名を与える。」  から取られている。
180,000m2の広さがあり、ホロコースト歴史博物館、公文書保存所、図書館、出版所、教育センター、ホロコースト研究国際学校、シナゴーグ、記念碑（「子供記念碑」、「記憶の広間」など）、ホロコースト関連の芸術作品（絵画や彫刻など）の博物館など様々な施設が内在している。
また危険を冒してドイツの迫害からユダヤ人を守った非ユダヤ人は、ヤド・ヴァシェムより「諸国民の中の正義の人」としてその名誉を顕彰される。日本からは杉原千畝（リトアニア・カウナス日本領事館領事代理。ビザを発給してユダヤ人をホロコーストから救出した。昭和60年（1985年）にヤド・ヴァシェムより「諸国民の中の正義の人」の称号を贈られた。）が、ここで顕彰を受けている。
2013年に収蔵する展示物がユネスコ記憶遺産に登録された。

## 活動内容
- 教育業務:
  - ホロコースト研究国際学校の運営[9]

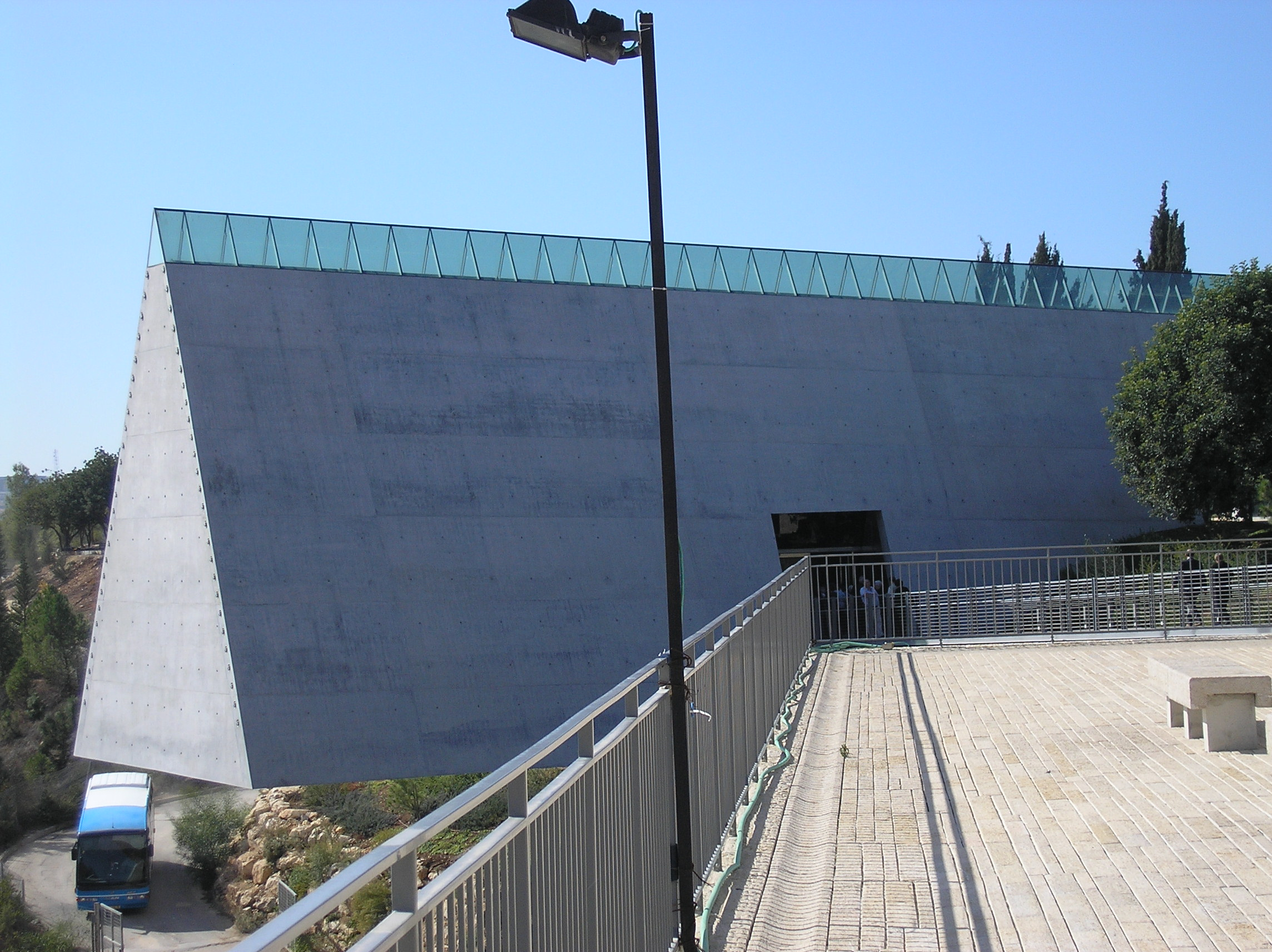
2005年3月に建てられたホロコースト歴史記念館。

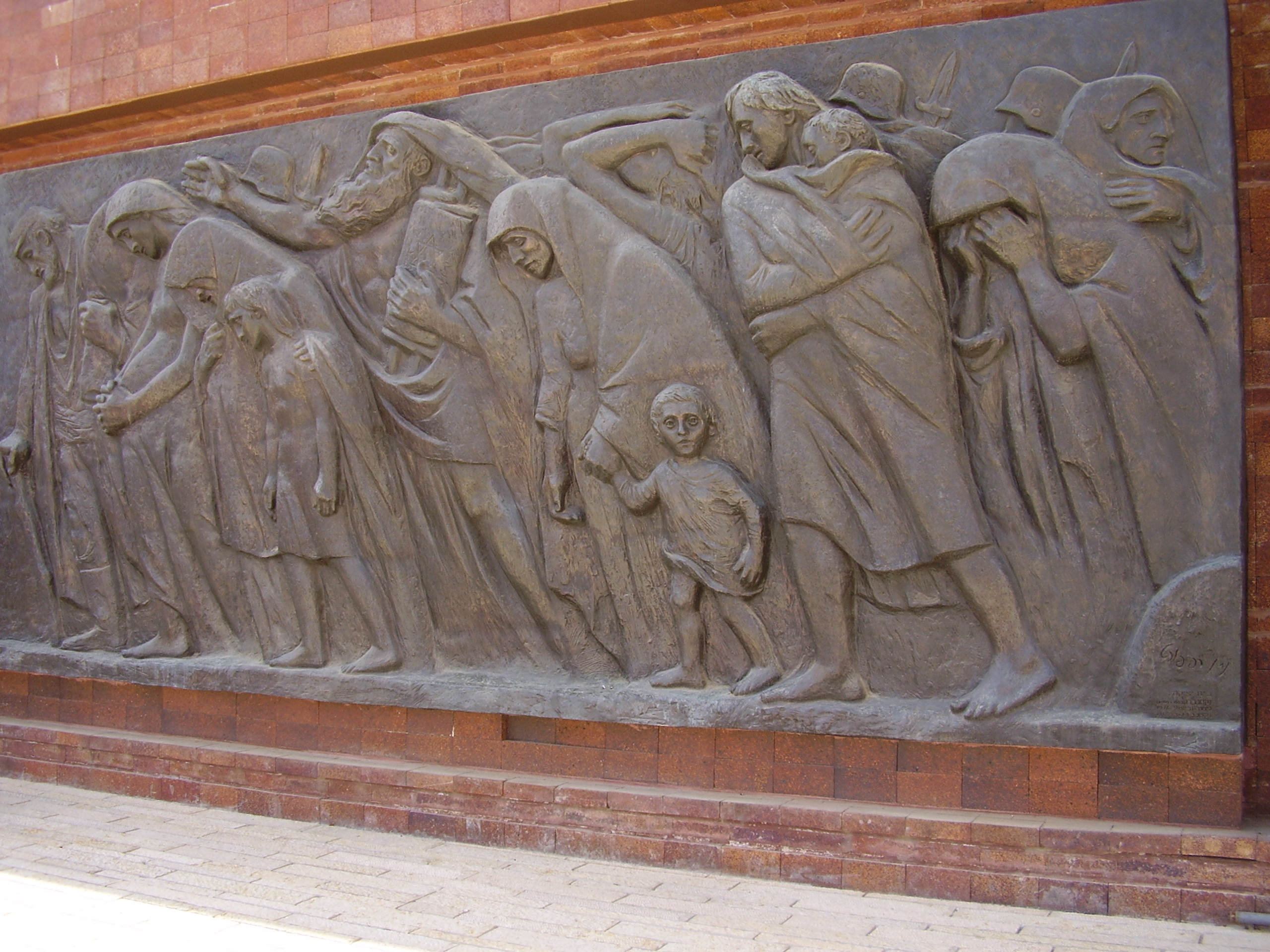
ネイサン・ヤコブ・ラポポート作（Natan Yaakov Rapoport）のブロンズ彫刻「最期の行進」

  - イスラエル及び世界中の教師のための専門知識開発講座の提供。
  - イスラエル及び外国の学校でホロコーストについて学習する際に使用する適切な教育プログラム、教育カリキュラム、教育用具の開発。
  - ホロコーストに関する展覧会を支援。
  - 一般人へホロコーストの教育
- 書類業務:
  - ホロコースト犠牲者の名前を集める。歴史文書や個人記録から犠牲者と認められる人物の名前を加えていく。 現在までに300万人ほどの名前が「ショア（＝ホロコースト）犠牲者中央データベース」に記録された[10]。
  - ホロコーストに関する文書、資料、写真を集める。 ヤド・ヴァシェムの公文書保存館には現在までに7400万ページに及ぶホロコースト書類と35万枚のホロコースト写真が保存されている。
  - 生存者の証言を記録しておく。ヤド・ヴァシェムの公文書保存館の中の口頭歴史部門に保存され、現在までに4万6000の証言が音声、ビデオ、文書など個々様々な形態で保存されている。
- 記念業務:
  - ホロコーストによる600万人のユダヤ人の虐殺とユダヤ社会の破壊の記憶を維持する。
  - ホロコーストの記憶や記念の式典の支援
- 研究と出版業務:
  - ホロコーストに関する研究を支援と奨励。
  - ホロコーストを研究をしている若い学者や学生を奨励。
  - シンポジウム、国際会議、学術的プロジェクトなどを開催、調整する。
  - 研究書を出版する。またその書を一般人が入手しやすくする。
  - ホロコーストに関する回顧録、アルバム、日記などを出版する。
- 「諸国民の中の正義の人」に関する業務:
  - ホロコーストの間、危険を冒してユダヤ人を守った非ユダヤ人を顕彰する。1960年から「諸国民の中の正義の人」の称号の授与が始まり、現在までに2万2000人の非ユダヤ人が「諸国民の中の正義の人」として顕彰を受けている。

## ギャラリー

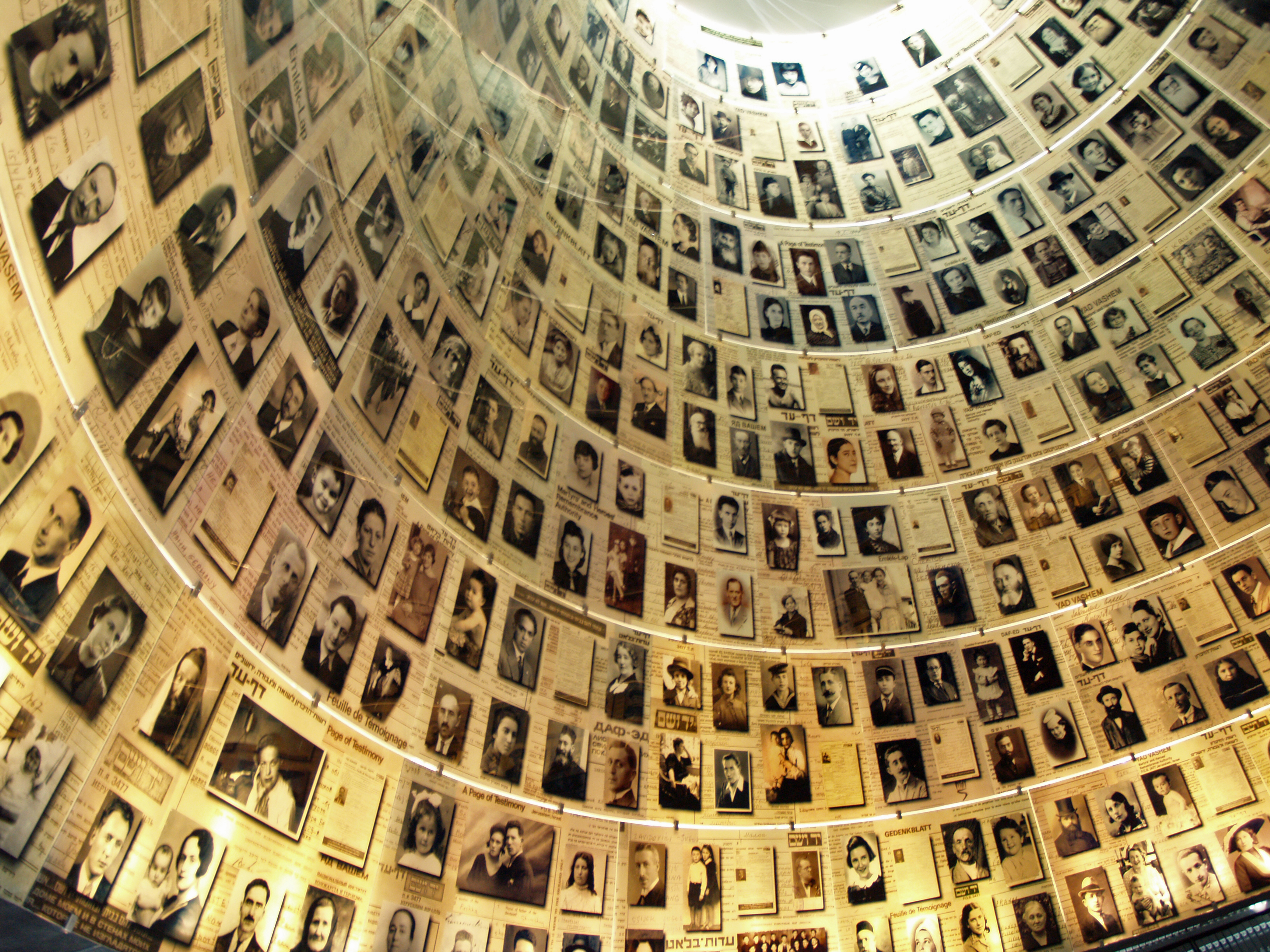
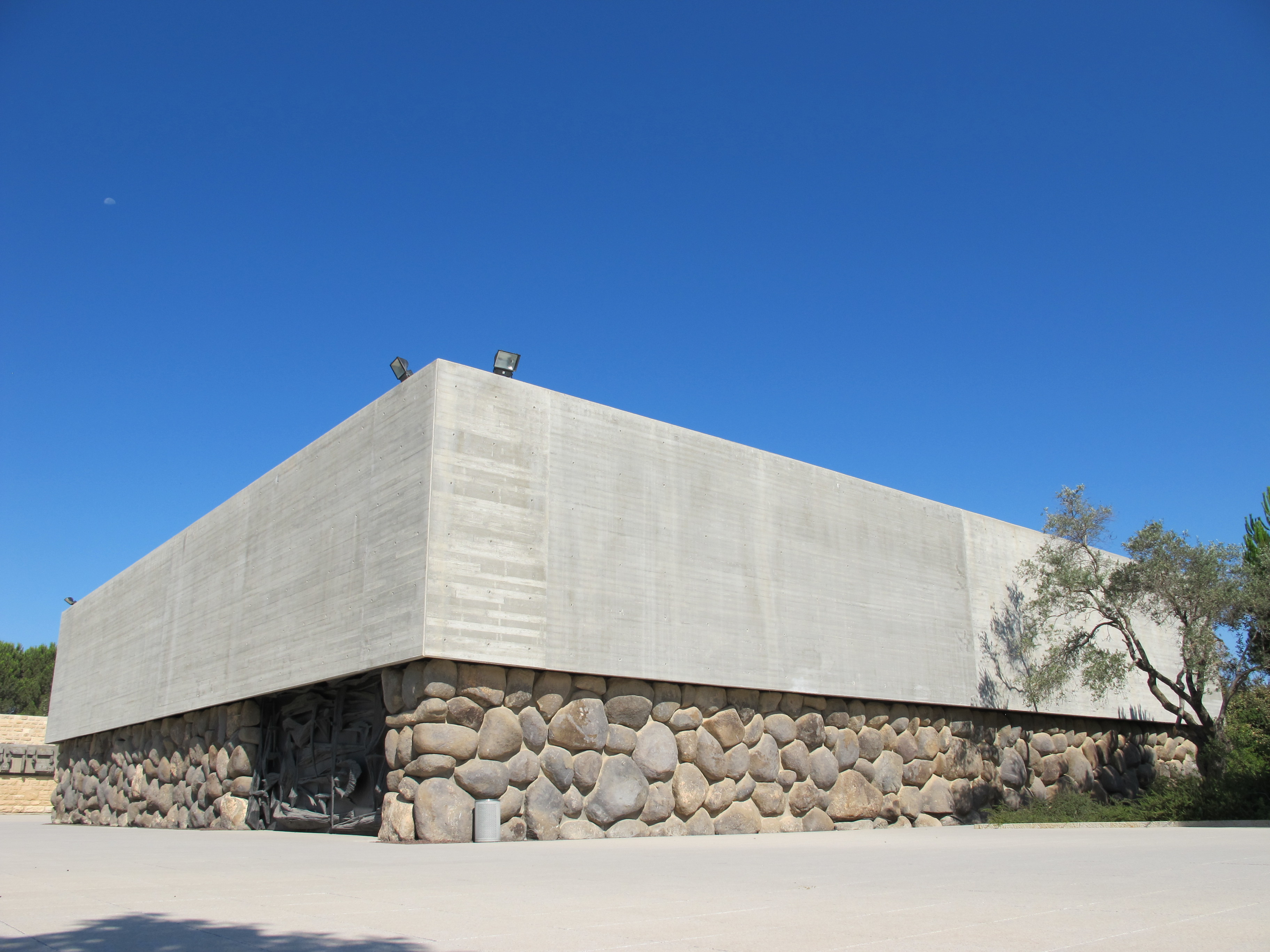
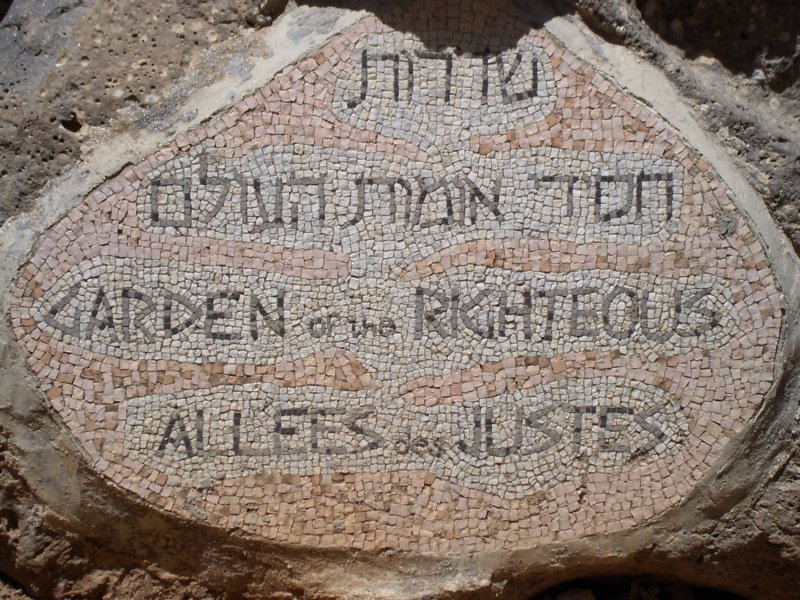
ヤド・ヴァシェムの前庭には「諸国民の中の正義の人」立札と人々の顕彰碑がある。
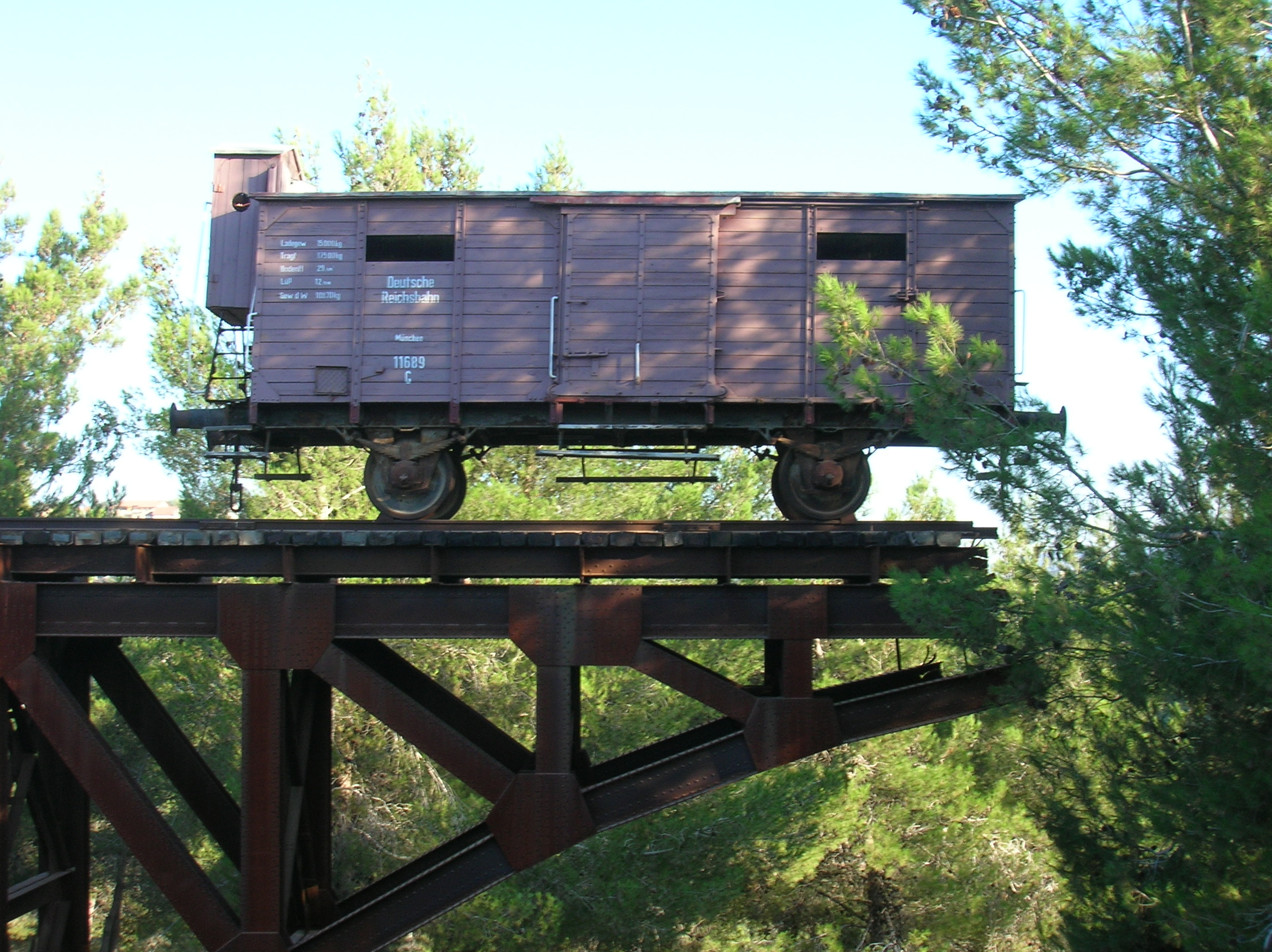
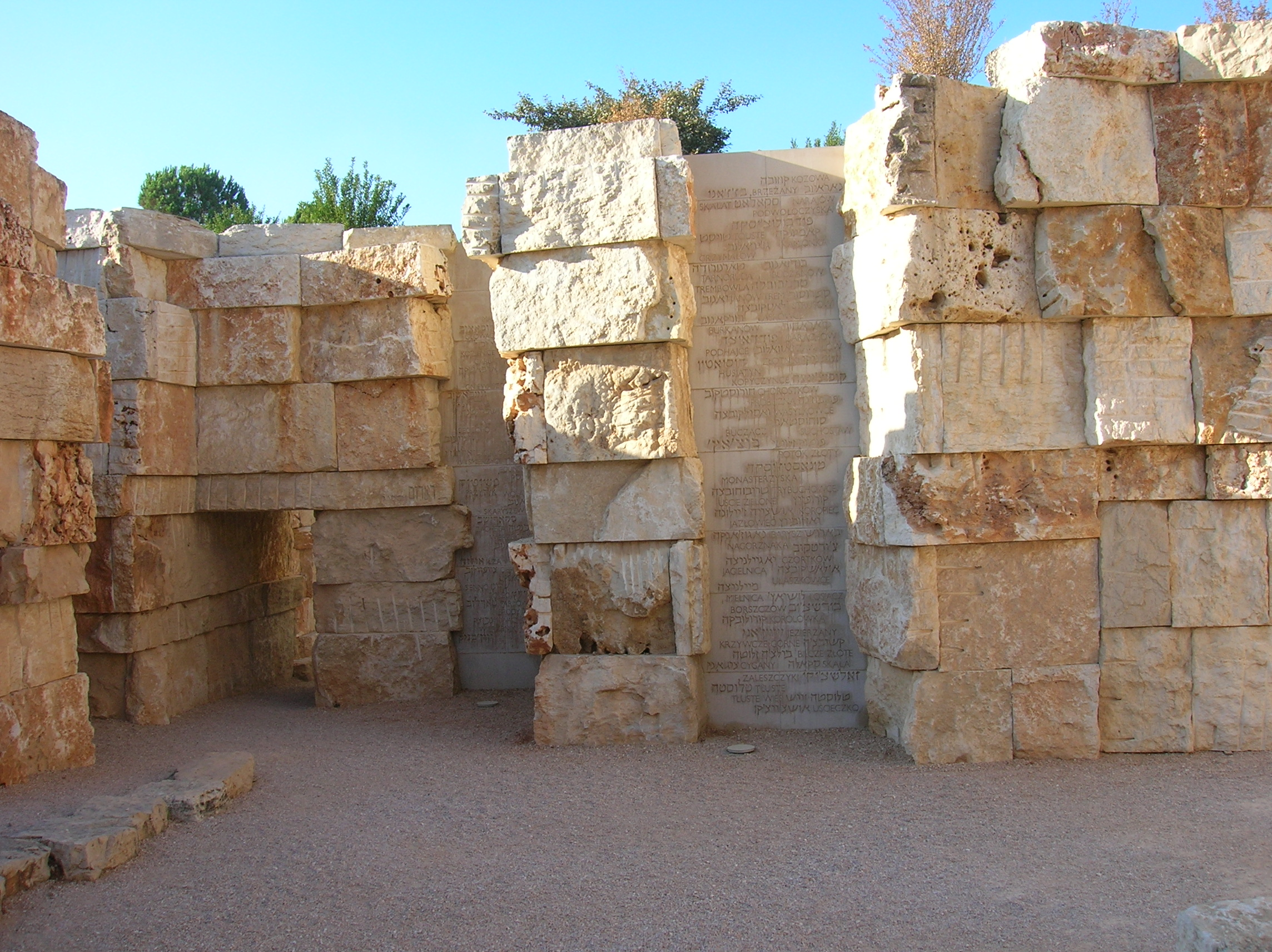
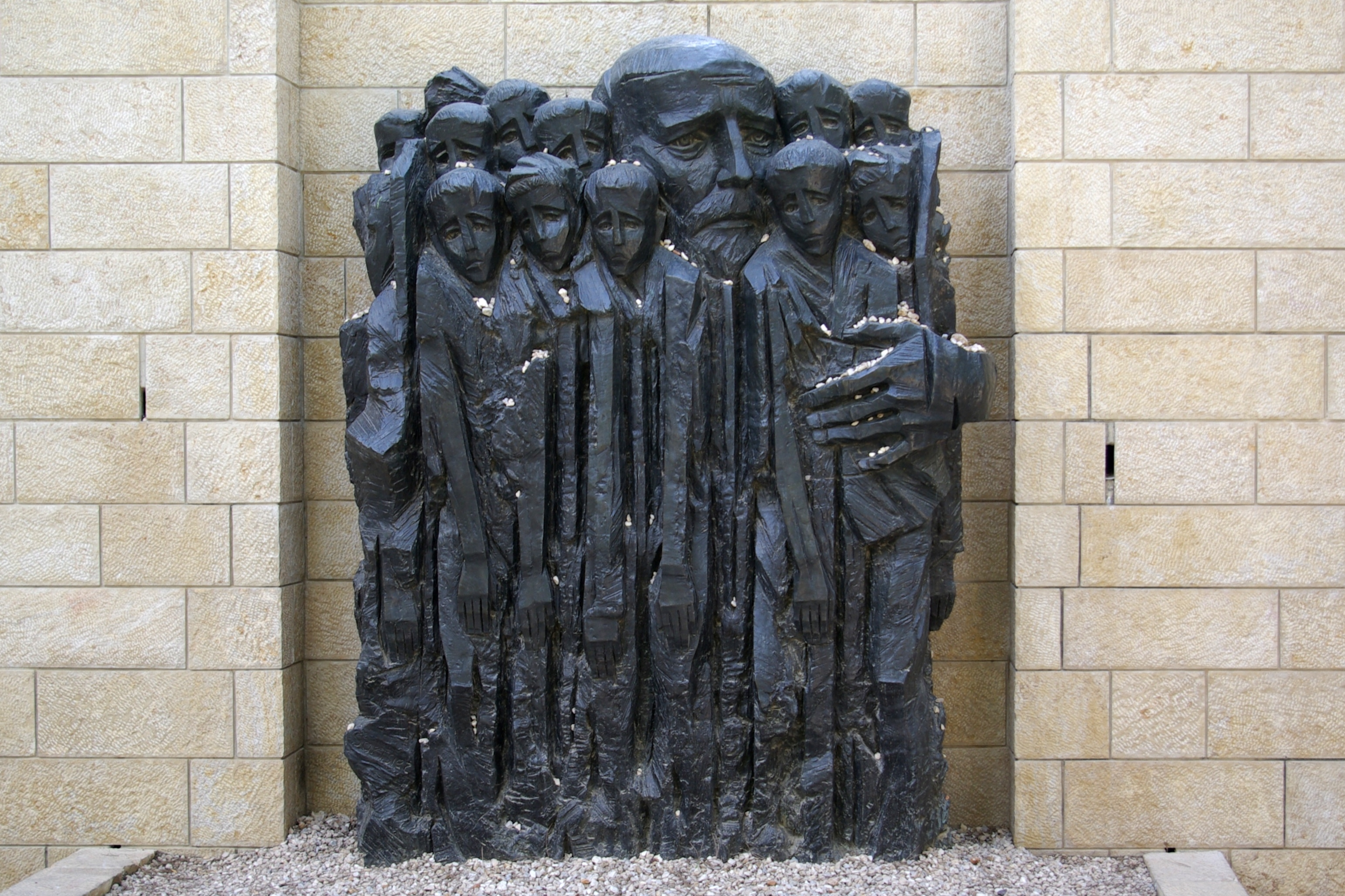
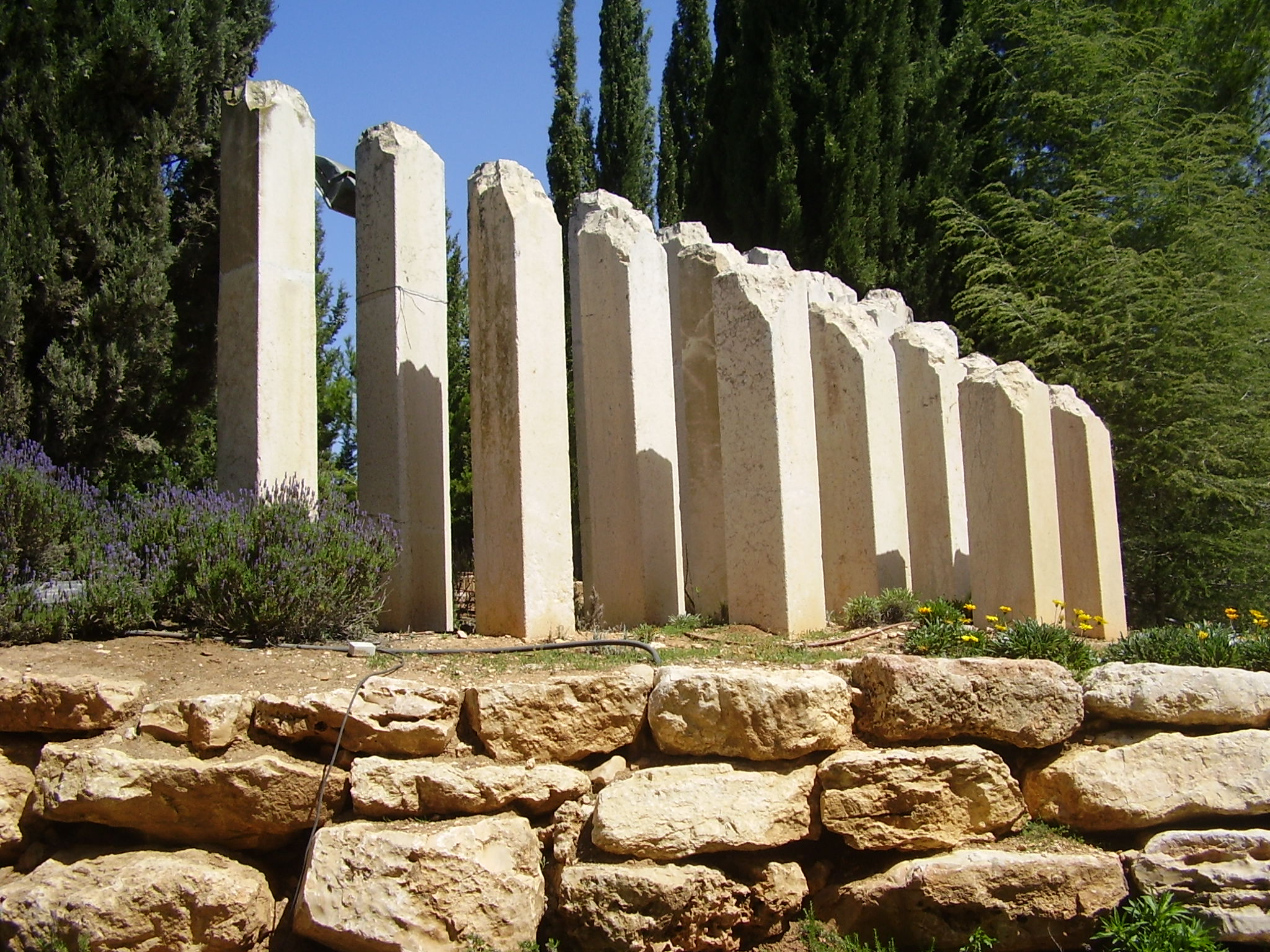
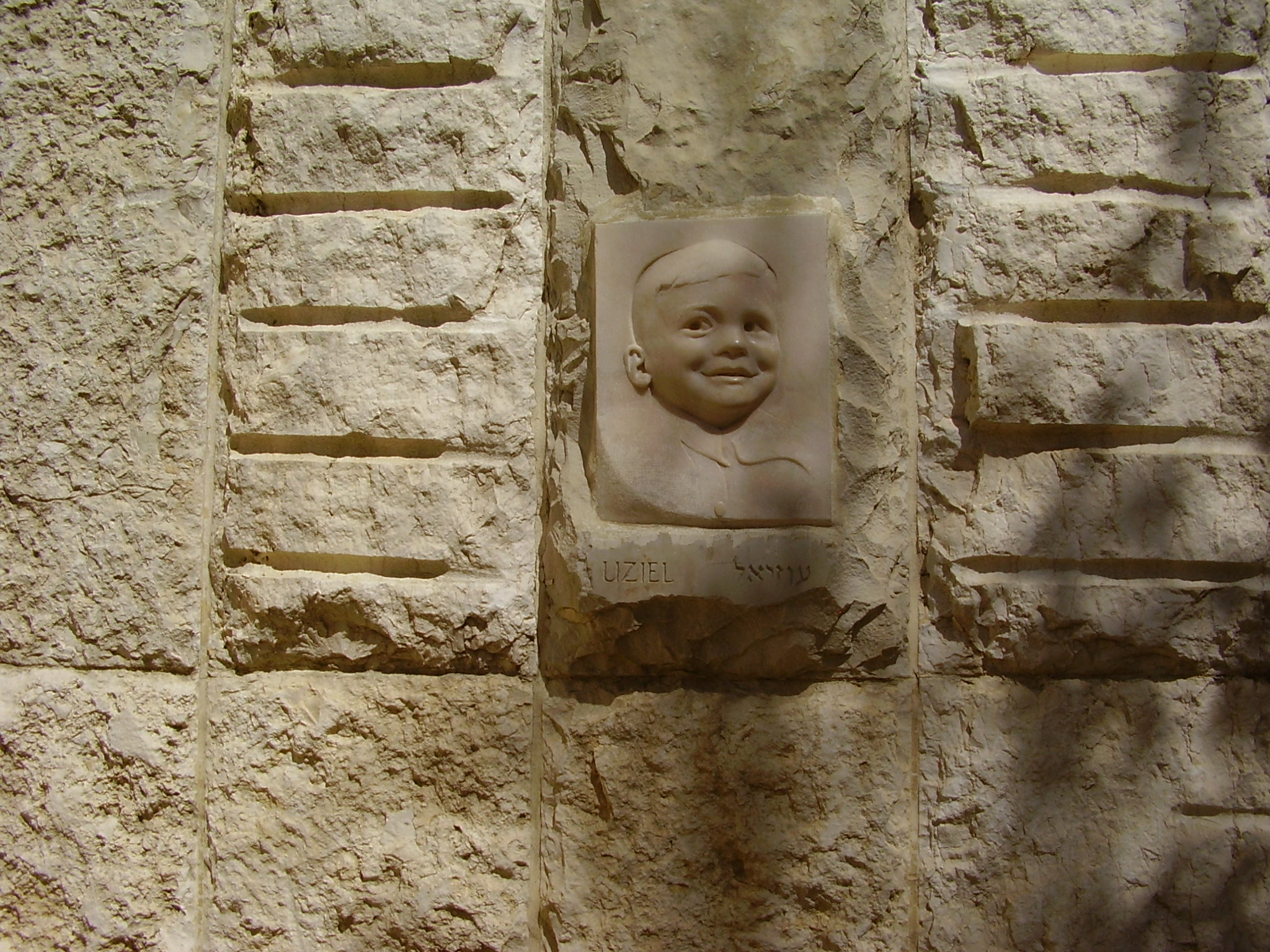